# Josef Hamerl
Josef „Pepi” Hamerl (1931. január 22. – 2017. július 15.) osztrák labdarúgócsatár.
Az osztrák válogatott tagjaként részt vett az 1958-as labdarúgó-világbajnokságon.